# Motu

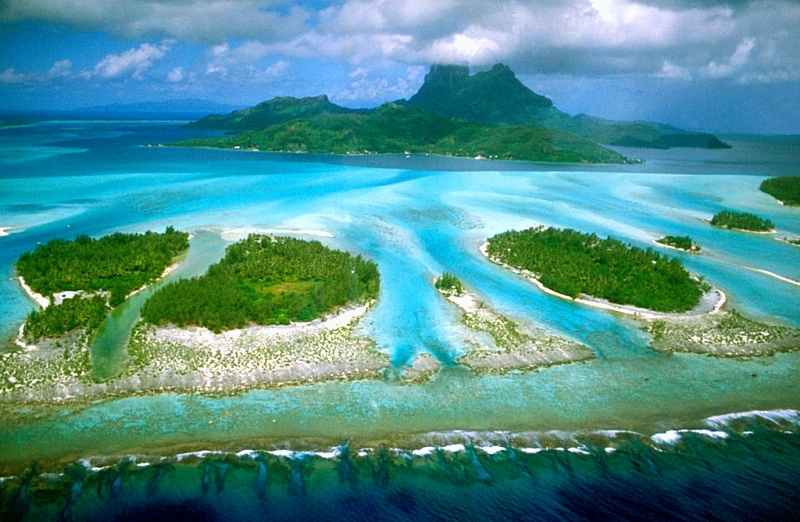
Motu w atolu Bora-Bora

Motu – wysepka koralowa będąca częścią atolu lub rafy koralowej stanowiącej otoczkę wyspy wulkanicznej. Słowo „motu” pochodzi z języka tahitańskiego, gdzie oznacza ogólnie „wyspę” lub „atol” (moku w języku hawajskim). Zostało ono przyjęte zwłaszcza ww geografii francuskiej jako termin na oznaczenie wysepek pochodzenia koralowego, zazwyczaj pokrytych roślinnością, w odróżnieniu od ławic piaszczystych. Wielkość motu może się wahać od wielu kilometrów kwadratowych, np. zamieszkane wyspy atolu Rangiroa w archipelagu Tuamotu, po drobne wysepki, na których miejsca wystarcza zaledwie na 2–3 palmy. Korytarze wodne między motu noszą polinezyjską nazwę hoa.